# Rogier Dorsman
Rogier Dorsman (Heerjansdam, 28 juli 1999) is een Nederlands paralympisch zwemmer. Hij komt uit in de categorie S11 en daarvoor in de categorie S12 (tijdens Europese kampioenschappen 2018). 

## Prestaties

### Europese kampioenschappen 2018
- Brons 200m wisselslag
- Brons 400m vrije slag

### Wereldkampioenschappen 2019
- Goud 400m vrije slag
- Goud 200m wisselslag
- Zilver 100m rugslag
- Zilver 100m schoolslag

### Paralympische Zomerspelen 2020
- Goud 100m schoolslag
- Goud 200m wisselslag
- Goud 400m vrije slag

### Paralympische Zomerspelen 2024
- Goud 200m wisselslag
- Zilver 400m vrije slag